# Thomas Brakmann
Thomas Brakmann (*  1974 in Lüdinghausen) ist ein deutscher Historiker und Archivar.

## Leben
Brakmann studierte ab 1995 Geschichte und Katholische Theologie in Trier, Dublin und Münster. Während seines Studiums war er Mitarbeiter am Stadtarchiv Münster (2001–2006). Er promovierte 2006 in Mittlerer Geschichte am Historischen Seminar der Universität Münster über „Die Vita der heiligen Katharina von Siena“. Anschließend trat er in den staatlichen Archivdienst ein und absolvierte 2006–2008 seine Referendarzeit am Landesarchiv Nordrhein-Westfalen Abteilung Westfalen in Münster. Gleichzeitig besuchte er den 41. Wissenschaftlichen Kurs an der Archivschule Marburg, wo er mit einer Transferarbeit über „Der DOMEA®-Pilot in einer nordrhein-westfälischen Mittelbehörde“ die Laufbahnprüfung für den höheren Archivdienst ablegte. Von 2008 bis 2012 war er Archivar beim Staatsarchiv Hamburg, ehe er Ende 2012 Abteilungsleiter (Dezernat Personenstandsarchiv) beim Landesarchiv Nordrhein-Westfalen Abteilung Ostwestfalen-Lippe in Detmold wurde. Im Oktober 2014 erhielt Brakmann die Stelle als Leiter des Kreisarchivs Warendorf. Im Februar 2017 wechselte er dann als stellvertretender Leiter an das Niedersächsische Landesarchiv (Abteilung Osnabrück), wo er seit Ende 2020 als Nachfolger von Birgit Kehne Direktor des Archivs ist. Im März 2023 wurde er als Nachfolger von Thomas Vogtherr zum stellvertretenden Vorsitzenden des Vereins für Geschichte und Landeskunde von Osnabrück gewählt.

## Schriften (Auswahl)
- Ein Geistlicher Rosengarten. Die Vita der heiligen Katharina von Siena zwischen Ordensreform und Laienfrömmigkeit im 15. Jahrhundert. Untersuchungen und Edition. (Dissertation Münster 2006). Peter Lang, Frankfurt, M. 2011.
- mit Antje Diener-Staeckling: Das münsterische Archidiakonat Friesland und seine Beziehung zum Bistum Münster im 15. und 16. Jahrhundert: die "Ostfriesischen Urkunden" im Staatsarchiv Münster. In: Emder Jahrbuch, Bd. 86 (2006), S. 7–19.
- Körpererfahrung und Heiligkeit in der Vita "Ein geistlicher Rosengarten". In: Zeitschrift für Kirchengeschichte, Bd. 118 (2007), S. 161–186.
- Die Verbreitung des "Geistlichen Rosengarten" im Kontext religiöser Lektüre und Dominikanischer Lebensführung. In: Mitteilungen des Vereins für Geschichte der Stadt Nürnberg, Bd. 95 (2008), S. 1–33.
- Schriftgutverwaltung im Umbruch: DOMEA®– Pilotierung in einer Mittelbehörde. In: Alexandra Lutz (Hrsg.): Zwischen analog und digital – Schriftgutverwaltung als Herausforderung für Archive (Veröffentlichungen der Archivschule Marburg, 49), S. 171–206.
- (Hrsg. mit Christine van den Heuvel und Nina Reißig): Johann Carl Bertram Stüve (1798-1872). Beiträge zu Leben und Werk (Veröffentlichungen des Niedersächsischen Landesarchivs, 7). Göttingen: Wallstein 2024.